# محمد خير حلواني
محمد خير حلواني (1930م ــ 2008م)، ممثل سوري، من رواد الفن السوري الذين ساهموا في تأسيس الحركة الفنية في سوريا، وخاصة في المسرح والتلفزيون والسينما.

## سيرته الذاتية
محمد خير حلواني من مواليد دمشق (1930م)، بدأ مسيرته الفنية في المسرح منذ صغره في مدينة دمشق، بدأ العمل الفني مع زهير الشوا عام 1954م، حيث عمل معه بعدة مسرحيات طويلة من ثلاثة فصول، وفي إحدى ليالي العروض شاهده الفنان سعد الدين بقدونس، وعرض عليه العمل ضمن فرقته التي كانت تضم عدنان بركات. سافر معهما للعمل في حلب وبعض المدن السورية الأخرى، فقدموا عدة مسرحيات في تلك الجولة، وبقي في فرقتهم حتى تأسيس المسرح القومي في دمشق، وبدء بث التلفزيون السوري عام 1960م.

## أعماله
في التلفزيون، شارك بأعمال تلفزيونية عديدة كانت تُبث مباشرة على الهواء دون تسجيل، مثل الوباء، الأرنب، الحلاق الدمشقي، المستوصف، زقاق المايلة، حارة القصر، حمام الهنا، حكايا الليل وغيرها من الاعمال.
في السينما، شارك حلواني بنحو ثلاثين فيلماً سينمائياً في القطاع العام والخاص، أبرزها فيلم المخدوعون وغرام في إسطنبول، والثعلب، وإمبراطورية غوار، وعنتر يغزو الصحراء، والغجرية العاشقة، وامرأة من نار، وغيرها.

## كتبه وآثاره
كتب حلواني للتلفزيون مسلسل "الدهر دولاب"، وكتب أيضاً مسرحية بعنوان "مين الحرامي"، بالإضافة لكتابته عملاً سينمائياً.

## وفاته
توفي محمد خير حلواني 7 تشرين الثاني 2008م، بعد صراع مع المرض الذي أبقاه في العناية المشددة حتى وفاته. وقد شيع الى مثواه في مقبرة باب الصغير.